# Eugène Richez
Eugène Richez (n. 5 august 1864, Canly, Picardie⁠(d), Franța – d. 31 octombrie 1944, Paris, Île-de-France, Franța) a fost un arcaș ce a reprezentat Franța, medaliat olimpic. A participat la 2 ediții ale Jocurilor Olimpice (1908, 1920) în care a câștigat două medalii de argint și o medalie de bronz.